# 亚历山大·达拉斯·贝奇
亚历山大·达拉斯·贝奇（英語：Alexander Dallas Bache，1806年7月19日—1867年2月17日）是一位美国物理学家和測量學家，是美国国家科学院（NAS）的首任主席，1860年当选英国皇家学会外籍会士，曾长期担任美国海岸调查局（United States Survey of the Coast，美国大地测量局的前身）局长。

## 个人生活
亚历山大·达拉斯·贝奇出生在宾夕法尼亚州费城，是本杰明·富兰克林的外曾孙，美国财政部长亚历山大·J·达拉斯的外孙，美国副总统喬治·M·達拉斯的外甥，他的父亲是小理查德·贝奇，祖父是理查德·贝奇。